# Velch
Velch est le dieu étrusque équivalent du grec Héphaïstos et du romain Vulcain.

## Présentation
Velch est le dieu du feu et des métaux et le fils d'Uni.

## Culte
Au sein du peuple étrusque, l'importance que semble revêtir le domaine industriel des métaux est empreinte d'une culture religieuse marquée. Cette dernière se caractérise par l'assimilation et la synthèse des différentes facettes du métier : les matières premières (les minerais à caractère métallifère, les métiers de l'artisanat métallurgique (les fondeurs, les forgerons, les orfèvres) et les catalyseurs nécessaires à l'ensemble des phases de transformation, d'obtention et de production des biens à composé métallique (c'est-à-dire la combustion par le dioxygène et le bois sous forme de charbon). Ainsi, également soucieux de leur mythologie, le panthéon des Étrusques est doté d'une personnalité divine qui patronne l'ensemble de ces facettes : « Velia Velcha », le dieu du feu et des métaux,, également dénommé « Sethlans », le dieu aux tenailles et au marteau d'artisan métallurgiste (dont la tête est parfois surmontée d'un bonnet) et l'équivalent de l'« Hφαιστος / Hếphaistos » grec, ; que l'on appelle aussi : « Velchans » ou Vehlans,,.

Le dieu étrusque du feu, des métaux et de la forge : Velch
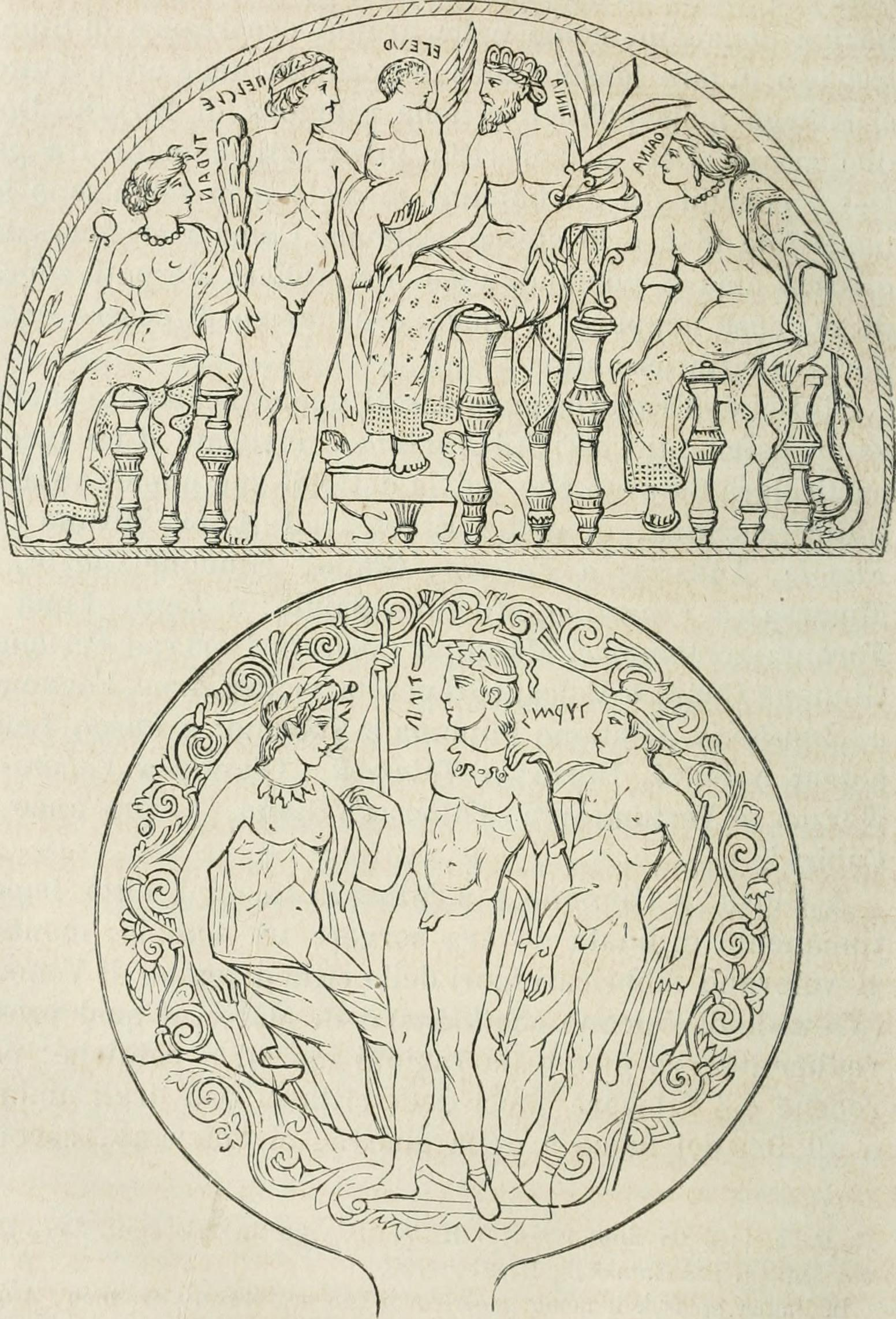
Croquis de 1873 d'un accessoire de miroiterie étrusque, représentant une scène de la mythologie étrusque dont le dieu des métaux et des forgerons, « Sethlans » manifeste de sa présence[b]
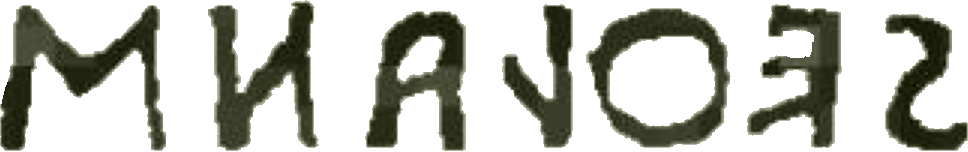
Inscription épigraphique se traduisant de la langue étrusque par le théonyme : « Sethlans » [11].
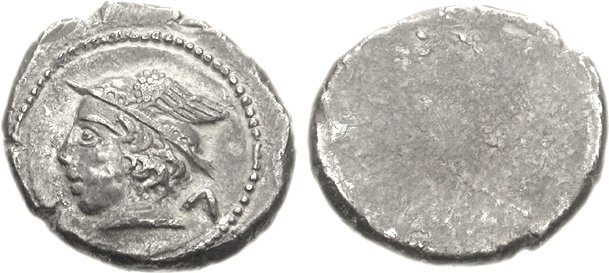
Pièce monétaire étrusque de Populonia, émise par la cité éponyme de « Pufluna ». Sur son revers est figuré le profil du dieu étrusque au bonnet, « Sethlans »[4],[5].